# NGC 5855
NGC 5855 (другие обозначения — ZWG 49.10, NPM1G +04.0455, PGC 54014) — галактика в созвездии Дева.
Этот объект входит в число перечисленных в оригинальной редакции «Нового общего каталога».